# Atsushi Ito
Atsushi Ito (伊藤 淳嗣 Ito Atsushi?), född 24 september 1983 i Yamaguchi prefektur, är en japansk före detta fotbollsspelare.
Ito började sin karriär 2006 i JEF United Chiba. 2009 flyttade han till Tochigi SC. Han avslutade karriären 2009.